# Сержантов, Иван Яковлевич
Сержантов Иван Яковлевич (бел. Іван Якаўлевіч Сяржа́нтаў; 1919, Яковлевичи, Горецкий уезд, Могилёвская губерния, РСФСР — 1943, Ростов-на-Дону, РСФСР) — советский лётчик-истребитель 9-го гвардейского истребительного авиационного полка (8-я воздушная армия, Южный фронт), гвардии лейтенант. Герой Советского Союза.

## Биография
Родился 17 февраля 1919 года в семье крестьянина в дер. Яковлевичи (ныне Оршанский район, Витебская область, Республика Беларусь). Белорус.
Отец умер рано, и пятеро детей остались без кормильца. С шести лет Иван пошёл в подпаски в соседнее село, чтобы заработать на учебники и с осени пойти в школу. Учился охотно и хорошо, а потом вновь нанимался работать пастухом, стараясь хоть чем-нибудь помочь матери.
Окончив 7 классов, в 1937 году, поступил в профессионально-техническое училище Оршанского льнокомбината, овладел профессией ткача; также в этом году он начал заниматься в Оршанском аэроклубе.
В Красной Армии с 1938 года. Направлен в Одесскую авиашколу. В июне 1941 года окончил Чугуевское военное авиационное училище. Был осужден, отбывал наказание, был досрочно освобожден и призван в армию.
Воевать начал в январе 1942 года в 148-м истребительном авиаполку в звании сержанта. В августе 1942 года был включён в состав 9-го гвардейского истребительного авиаполка.
Погиб на своем аэродроме 29 апреля 1943 года в результате несчастного случая (скончался от отравления). Похоронен в городе Ростов-на-Дону.
К моменту гибели выполнил 258 боевых вылетов. Проведя 85 воздушных боёв, сбил 8 самолётов лично и 2 в группе. При этом по данным наградных документов, сбил 13 самолётов лично и 8 в группе.

## Награды и звания
- Указом Президиума Верховного Совета СССР от 24 августа 1943 года за образцовое выполнение боевых заданий командования на фронте борьбы с немецко-фашистским захватчиками и проявленные при этом мужество и героизм гвардии лейтенанту Сержантову Ивану Яковлевичу посмертно присвоено звание Героя Советского Союза.
- Награждён орденами Ленина, Красного Знамени, Красной Звезды, медалями.

## Память

Памятная доска в Ростове-на-Дону

- Имя Героя носят улицы в городах Орша и Ростов-на-Дону, деревне Яковлевичи Оршанского района Витебской области.
- Имя увековечено в мемориале ростовского Парка Авиаторов и памятной доской на улице его имени.
- В Яковлевичской средней школе Оршанского района в комнате боевой славы Сержантову посвящён стенд.
- Стела в честь И. Я. Сержантова на Аллее Героев войны — уроженцев Оршанщины (2025). Расположена в Орше по ул. Пакгаузной, в сквере около Дома культуры железнодорожников[2].